# Gnom

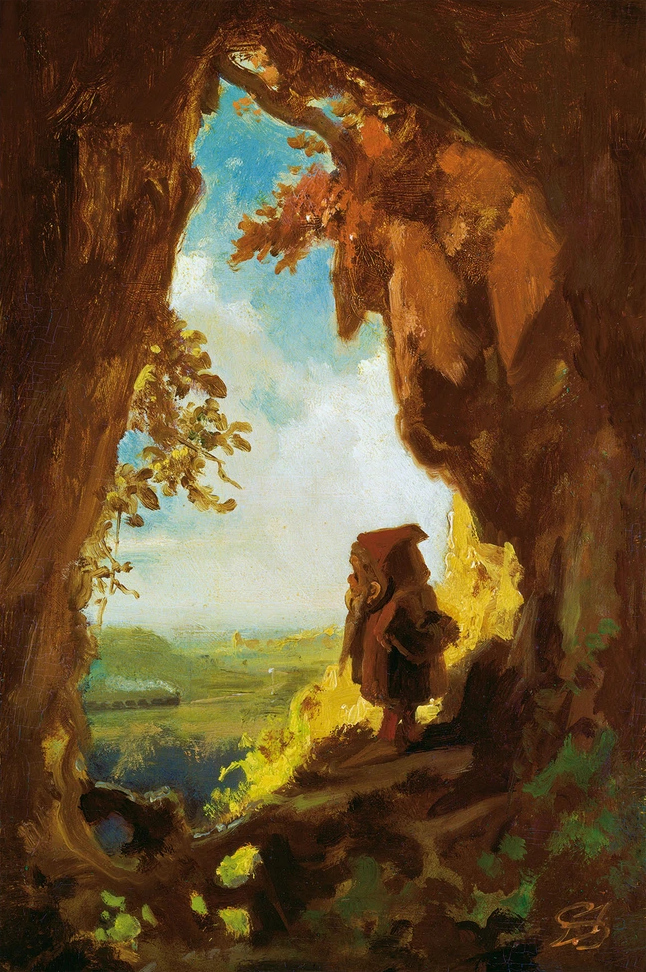
Gnom contemplant un tren Quadre de Carl Spitzweg, vers el 1848

Un gnom és un ésser creat per Paracels al segle xvi. Paracels el va definir com un dels quatre éssers elementals classificant-lo com l'esperit de la terra, al costat de l'ondina, l'ésser elemental de l'aigua, el silf o sílfide, l'esperit elemental de l'aire i la salamandra, l'esperit del foc. Segons això, en Paracels va imaginar els gnoms com a esperits, més semblants, doncs, als nostres follets que no pas als duergs o nans.
En Paracels els descriu com a éssers amb una estatura de dos pams (devers 40 cm), molt tímids i, a causa de llur substància ígnia i subtil, capaços de travessar la roca sòlida com si fossin fantasmes, o d'aparèixer com a foc follet. En Paracels els va atribuir la capacitat d'enamorar-se dels humans i ho explicà dient que els gnoms, igual que els altres esperits elementals, no posseïen ànima i intentaven participar de la relació entre l'home i Déu relacionant-se amb els humans.
En el tractat cinquè del seu Llibre de les nimfes, silfs, pigmeus i salamandres i els altres esperits en Paracels deixa ben clar que els gnoms i els nans no són pas el mateix, sinó que els nans, que per a ell provenen dels gnoms, són monstres -degeneracions- dels gnoms.
El primer moviment de la suite per a piano Quadres d'una exposició (1874) d'en Modest Petròvitx Mússorgski es titula Gnomus ("El Gnom"). Els moviments contínuament canviants del gnom (adés ràpids adés lents) es tradueixen musicalment en un ritme discontinu que avança onomatopeicament, com a estrebades.
En la literatura moderna de fantasia procedent dels països anglosaxons (phantasy), el concepte de gnom s'ha convertit en una subespècie de nan.
El mot, per tant, no pertany ni a l'antiguitat germànica ni a l'Edat mitjana, sinó a l'època del Renaixement, i les seves arrels són gregues, no pas germàniques: tot i que en Paracels no diu d'on ha tret aquest nom, el més versemblant és que sigui una encunyació seva creuant el grec ἡ γνώμη ‘saviesa, intel·ligència, raó’ o ὁ γνώμων -ώμονος ‘el qui coneix’ i el grec ὁ γηνόμος, γεωνόμος ‘habitant de la terra’.

## Els duergs
En la mitologia escandinava els duergs o nans (en antic nòrdic: dvergar, sing. dvergr), en canvi, són éssers de la mitologia menor - és a dir, no creats per la ment d'una persona concreta en època moderna - que viuen a l'interior de roques, terra i penyes, on s'hi dediquen, sobretot, a fer-hi treballs de forja. A part d'aparèixer a les Eddes -tant a l'Edda en vers (d'autors ignots) com a l'Edda en prosa de l'Snorri-, també apareixen amb força freqüència a les sagues de l'antigor (‘fornaldarsǫgur’).
L'Snorri, a la seva Gylfaginning (capítol XXXIV) i als seus Skáldskaparmál (capítol XXXVII o XLVI, depenent de l'edició), ens fa avinent, per bé que indirectament, que els duergs i els albs negres o svartálfar eren el mateix. En el capítol XVII de la Gylfaginning, l'Snorri ens hi dona una descripció física dels albs negres.
Ara bé, les estrofes 143 i 160 dels Hávamál estableixen una triple jerarquia ansos — albs — duergs, deixant entreveure que els duergs no pertanyien a la categoria dels albs. Al capítol XIV de la seva Gylfaginning, en ultra, l'Snorri ens hi deixa entreveure que hi ha tres grans llinatges de duergs: els qui viuen dins la terra, els qui viuen dins les roques i penyes i els qui viuen als Aurvangar, a les planes de Jǫruvellir.
Segons el capítol XIV de la Gylfaginning, els duergs aparegueren, talment cucs, dins la carn del cadàver del ètun primigeni hermafrodita Ymir. L'Snorri només hi diu que per decisió dels déus (af atkvæði goðanna, sense especificar de quins déus es va tractar) els duergs van rebre intel·ligència i forma humana, encara que continuaren destinats a viure dins l'interior de la terra i les roques -el cos, els ossos i les dents de l'ètun hermafrodita Ymir-. La descripció dels nans sol ser la d'uns éssers lletjos, encara que només són descrits com a més petits que els homes a sagues tardanes. Temen la llum del sol, la qual els mata fent-los tornar de pedra.
L'estrofa 37 de la Vǫluspá parla d'un palau d'or dels duergs situat en el món subterrani de Niðavellir ‘Camps Foscos'; si assumim una identitat entre Niðavellir i Svartálfaheimr, el món subterrani en el qual l'Snorri situa els albs negres, els Niðavellir foren llavors un dels nou mons de l'Yggdrasill. Aquesta és l'única font que esmenta aquest palau d'or. Altrament, la tradició situa els duergs vivint a l'interior de roques i penyes, a excepció de l'Snorri que, en identificar duergs i albs negres i situar aquests a Svartálfaheimr, també hi situa, en conseqüència, els duergs. L'estrofa 37 de la Vǫluspá fa:
37. Stóð fyr norðan, ǁ á Niðavǫllom, 

salr ór gulli ǁ Sindra ættar; 

enn annarr stóð ǁ á Ókólni, 

biórsalr iǫtuns, ǁ enn sá Brimir heitir.
37. Al nord, en els Niðavellir, ǁ s'hi aixecava 

la sala d'or ǁ [dels] del llinatge d'en Sindri;

i una altra [sala] es dreçava ǁ a Ókólnir:

la sala de la cervesa d'un ètun ǁ i aquest [ètun] es diu Brimir.
Se'ls veu com a éssers egoistes, golafres, libidinosos, lleigs, però també com a molt savis i hàbils en els treballs manuals, sobretot en els d'orfebreria i ferreria.
Com a ferrers hàbils, feren molts dels objectes preciosos dels déus, tant dels ansos com dels vanis. Entre els objectes més famosos fets per duergs hi ha la llança Gungnir i el braçalet d'or Draupnir d'Odin, el martell Mjǫllnir de Tor, els cabells d'or de la Sif, el collaret de la Freyja conegut amb el nom de Brísingamen i el vaixell Skíðblaðnir de Freyr, així com el verro Gullinborsti, que estira el carro del déu Freyr, i que fou fabricat pel duergs germans Sindri i Brokkr.
Als Skáldskaparmál, l'Snorri ens hi informa que dos duergs, Fjalarr i Galarr (que podríem adaptar al català com a Fiàlar i Gàlar), foren els inventors del med o hidromel en barrejar la sang d'en Kvasir (que podríem adaptar al català com a Quàsir), que havien mort amb traïdoria, amb mel.
A la Cançó dels Nibelungs alemanya, els duergs fabriquen la tarnkappe o capa de la invisibilitat, amb la qual la persona que se la posava es feia invisible als altres. Sembla equivaler al casc -si és que realment ho era- anomenat huliðshjálmr o hulinshjálmr (casc de l'ocultació, és a dir, elm de la invisibilitat) noruego-islandès, del qual, emperò, enlloc no es diu que fos fet per duergs. De fet, és probable que el huliðshjálmr o hulinshjálmr arribés als països nòrdics des de l'Imperi Romà d'Orient: a la mitologia grega, els ciclops fabriquen amb l'Hefest la cínea de l'Hades, un casc de la invisibilitat (ἡ Ἄϊδος κυνέη o κυνῆ; grec modern (kath.) τὸ ἀόρατον κράνος, τὸ κράνος τοῦ ἀοράτου) que donen al déu Hades perquè pugui ajudar el déu Zeus en la lluita contra els titans.

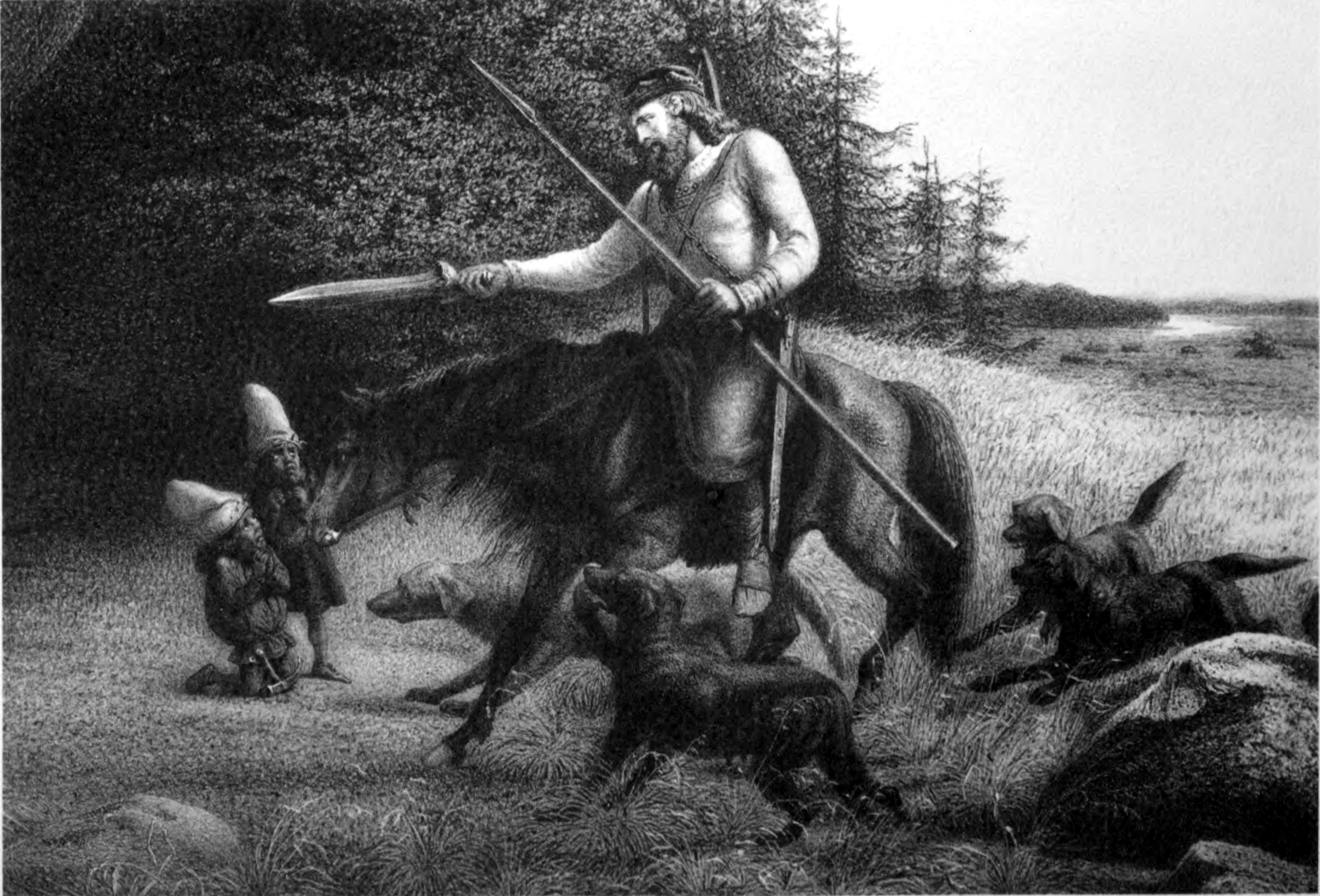
El rei Svafrlami aconsegueix l'espasa Tyrfingr.
Lorenz Frølich - Rydberg, Viktor. 1906. Teutonic Mythology. Vol. III. Davant pàg. 1003

També eren descrits com a venjatius. Així, a la saga de la Hervǫr s'explica que el rei Svafrlami capturà i obligà els nans Dvalinn i Durinn a forjar l'espasa màgica Tyrfingr, i ells, al seu torn, la maleïren de tal manera que causés tres grans infortunis al seu possessor i, finalment, la seva mort. El rei Svafrlami va morir finalment a mans del berserc Arngrímr.
A la Ynglingasaga i a l'Ynglingatal també s'hi explica que el rei Sveigðir fou atret a l'interior d'una roca o penya per un duerg, el nom del qual no s'esmenta, dins la qual hi vivia un ètun que el matà.
A la introducció en prosa dels Reginsmál s'hi diu que en Reginn, el forjador de la mítica espasa Gramr d'en Sigurd Sigmundarson, era “hveriom manni hagari, oc dvergr of vǫxt; hann var vitr, grimmr oc fiǫlkunnigr” ‘més hàbil que qualsevol home i un duerg per l'estatura. Era savi, cruel i versat en la màgia’.
Als mateixos Reginsmál, emperò, assistim a la maledicció que el duerg Andvari imposa sobre el seu tresor en el moment que li és robat pel Loki:
| Loki sá alt gull, þat er Andvari átti. Enn er hann hafði fram reitt gullit, þá hafði hann eptir einn hring, oc tóc Loki þann af hánom. Dvergrinn gecc inn í steininn oc mælti: | En Loki va veure tot l'or que tenia l'Àndvari. Però quan l'Àndvari li hagué pagat l'or, es va guardar un anell que en Loki [descobrí i també] li prengué. El duerg va entrar dins la seva roca i [en fer-ho] va dir: |  |

5. "Þat scal gull, er Gustr átti, 

brœðrom tveim at bana verða, 

oc ǫðlingom átta at rógi; 

mun míns fiár mangi nióta."
5. Aquest or, ǁ que va posseir en Gustr,

menarà dos germans ǁ a la mort

i vuit prínceps ǁ a la guerra:

ningú no gaudirà ǁ del meu tresor.
A l'Áns saga Bogsveigis hi llegim que l'Án, quan tenia dotze anys, va aconseguir impedir que el duerg Litr entrés dins la penya dins la qual vivia fins que el duerg no li va prometre de fer-li un arc fort i gros i cinc fletxes màgiques que sempre endevinarien llur blanc com l'Án li demanava. Aquí tanmateix, i a diferència del que li passa al rei Svafrlami, l'Án paga amb argent en Litr pel seu treball, de manera que en Litr no posa cap maledicció a l'arc i a les fletxes, i, a més a més, regala a l'Án una bella cadira (Stól vænan gaf dvergrinn Án) que ell posteriorment regalarà a sa mare:
| « | En er hann var tólf vetra, hvarf hann á burtu þrjár nætr, svá at engi vissi, hvat af honum varð. Án gekk í eitt skógarrjóðr. Hann sá þar stein einn standa mikinn ok mann hjá einum lœk. Hann hafði heyrt nefnda dverga ok þat með, at þeir væri hagari en aðrir menn. Án komst þá á millum steinsins ok dvergsins ok vígir hann utan steins ok sagði hann aldri skulu sínu inni ná, nema hann smíðaði honum boga svá stóran ok sterkan sem við hans hœfi væri ok þar með fimm ǫrvar. Þat skyldi þeim fylgja, at hann skyldi um sinn hœfa með hverri, þat er hann skyti til eptir sínum vilja. Innan þriggja nátta skyldi þetta gert vera, ok beið Án þar meðan. Svá gerði dvergrinn sem fyrir var skilit ok með øngum álǫgum, en dvergrinn hét Litr. Án gaf honum skotsilfr nǫkkut, er móðir hans hafði gefit honum. Stól vænan gaf dvergrinn Án. Síðan fór hann heim ok bar stólinn á baki sér. Hlógu menn þá mjǫk at honum. Án gaf móður sinni stólinn ok kveðst henni eiga bezt at launa. | » |

| « | i quan tenia dotze anys, va desaparèixer tres dies de manera que ningú no sabia què se n'era fet. L'Án va anar a la clariana d'un bosc. Va veure una gran roca que es dreçava allà i un home a prop d'un rierol. Havia sentit a parlar dels duergs i també que podien ésser més hàbils que els altres homes. Aleshores l'Án es va col·locar entre la pedra i el duerg i, amb un acte de consagració de la pedra, va impedir al duerg que hi tornés entrar i li digué que mai no atenyeria el seu interior si no li feia un arc que fos tan gros i tan fort com ho permetés la seva constitució, i amb l'arc, cinc sagetes. I les cinc sagetes havien de tenir una natura tal que ell amb cadascuna d'elles hi endevinés, segons la seva voluntat, el blanc cap al qual disparés. I que havia de fer aquests objectes en tres dies. I l'Án s'hi esperà fins llavors. El duerg va fer el que havien acordat i sense posar cap malediccions [sobre les armes], i el duerg es deia Litr. L'Án li va donar algunes peces d'argent que sa mare li havia donat per al viatge. El duerg va donar a l'Án una cadira de bella faiçó. Després, l'Án va tornar a casa portant la cadira penjada a l'esquena. La gent se'n rigueren molt d'ell [en veure'l passar amb la cadira a l'esquena]. L'Án va donar la cadira a sa mare tot dient-li que [ell] l'havia de recompensar de la millor manera. | » |

Alguns d'ells tenen característiques que els acosten a divinitats menors: els duergs Norðri, Suðri, Austri i Vestri s'encarreguen d'aguantar la volta del cel -és a dir, el crani de l'ètun hermafrodita Ymir- en els punts cardinals. A més, els nans Nýi i Niði controlen, o si més no, representen, les fases lunars creixent i minvant respectivament.
Es desconeix el seu paper en el Ragnaroc i l'única font que ho esmenta, la Vǫluspá, només diu això (estrofa 48):
| Hvat er með ásom, ǁ hvat er með álfom? gnýr allr iǫtunheimr, ǁ æsir ro á þingi; stynia dvergar ǁ fyr steindurom, veggbergs vísir — ǁ vitoð ér enn, eða hvat? | Què els passa als ansos? ǁ :Què els passa als albs? Tot Iǫtunheimr retruny, ǁ els ansos són en assemblea; gemeguen els nans ǁ davant les portes de pedra, els savis del penyal de roca; ǁ que per ventura encara en sabeu més vosaltres, o què?" |

donant a entendre que els duergs gemeguen davant llurs habitatges, sense participar realment en la contesa.

### Llista de nans escandinaus a l'Eddaen vers
A les estrofes de la 9 a la 16 de la Vǫluspá hi ha una llista dels duergs de la mitologia escandinava:
9. Þá gengo regin ǫll ǁ á rǫcstóla, 

Ginnheilǫg goð, ǁ oc um þat gættuz, 

hverr scyldi dverga ǁ dróttin scepia, 

ór Brimis blóði ǁ oc ór Bláins leggiom.
9. Aleshores tots els déus, ǁ pujaren als trons del fat,

els déus sacrosants, ǁ i deliberaren

qui [d'ells] crearia ǁ el senyor del duergs

de la sang d'en Brimir ǁ i dels ossos d'en Bláinn.
10. Þar var Mótsognir ǁ mæztr um orðinn 

dverga allra, ǁ enn Durinn annarr; 

þeir manlícǫn ǁ mǫrg um gørðo, 

dvergar, ór iǫrðo, ǁ sem Durinn sagði.
10. Allà [fou creat] en Mótsognir ǁ [que] es va convertir en el [primer i] més gran

de tots els duergs. ǁ El segon fou en Durinn.

Els duergs, ǁ [fent] com en Durinn els digué,

crearen mantes figures humanes ǁ de terra.
11. Nýi oc Niði, ǁ Norðri oc Suðri, 

Austri oc Vestri, ǁ Alþiófr, Dvalinn, 

Bívǫrr, Bávǫrr, ǁ Bǫmburr, Nóri, 

Án oc Ánarr, ǁ Ái, Miǫðvitnir.
11. Nýi i Niði, ǁ Norðri i Suðri,

Austri i Vestri, ǁ Alþiófr, Dvalinn,

Bívǫrr, Bávǫrr, ǁ Bǫmburr, Nóri,

Án i Ánarr, ǁ Ai, Mjǫðvitnir,
12. Veigr oc Gandálfr, ǁ Vindálfr, Þráinn, 

Þeccr oc Þorinn, ǁ Þrór, Vitr oc Litr, 

Nár oc Nýráðr — ǁ nú hefi ec dverga 

— Reginn oc Ráðsviðr — ǁ rétt um talða.
12. Veigr i Gandálfr, ǁ Vindálfr, Þráinn,

Þekkr i Þorinn, ǁ Þrór, Vitr i Litr,

Nár i Nýráðr ǁ Reginn i Ráðsviðr,

- vet ací el recompte ǁ que he fet dels duergs -.
13. Fíli, Kíli, ǁ Fundinn, Náli, 

Hepti, Víli, ǁ Hánarr, Svíurr, [p. 4]

Frár, Hornbori, ǁ Frægr oc Lóni, 

Aurvangr, Iari, ǁ Eikinscialdi.
13. Fíli, Kíli, ǁ Fundinn, Náli,

Hepti, Víli, ǁ Hánarr, Svíorr,

Frár, Hornbori, ǁ Frægr i Lóni,

Aurvangr, Jari, ǁ Eikinskjaldi.
14. Mál er, dverga ǁ í Dvalins liði 

lióna kindom ǁ til Lofars telia, 

þeir er sótto ǁ frá salar steini 

Aurvanga siǫt ǁ til Iǫrovalla.
14. És hora d'enumerar ǁ als fills dels homes 

els duergs de la host ǁ d'en Dvalinn [remuntant-los] fins al Lofarr, 

els [duergs] que anaren a cercar, ǁ des de llur casal de roca,

[fent via] fins als Jǫruvellir, ǁ els [nous] estatges dels Aurvangar.
15. Þar var Draupnir ǁ oc Dólgþrasir, 

Hár, Haugspori, ǁ Hlévangr, Glói, 

Scirvir, Virvir, ǁ Scáfiðr, Ái,
15. Allà hi havia en Draupnir ǁ i en Dólgþrasir,

en Hár, en Haugspori, ǁ en Hlévangr, en Glói,

l'Skirvir, en Virvir, ǁ l’Skáfiðr, l’Ái.
16. Álfr oc Yngvi, ǁ Eikinscialdi, 

Fialarr oc Frosti, ǁ Finnr oc Ginnarr; 

þat mun uppi ǁ meðan ǫld lifir, 

langniðia tal ǁ Lofars hafat.
16. L'Álfr i l'Yngvi ǁ l'Eikinskjaldi,

en Fjalarr i en Frosti, ǁ en Finnr i en Ginnarr.

Aquest catàleg de descendents ǁ d'en Lofarr

romandrà en la memòria [dels homes] ǁ mentre hi hagi món.

## Els duergs a l'Eddaen prosa
En el capítol XIV de la Gylfaginning, l'Snorri ens hi dona una visió dels duergs que concorda a grans traços amb la versió aportada per l'Edda en vers, per bé que se'n separa en punts rellevants:
| 14. Um bústaði goða ok upphaf dverga. | 14. Um bústaði goða ok upphaf dverga. | 14. Um bústaði goða ok upphaf dverga. | 14. Um bústaði goða ok upphaf dverga. |  | 14. Dels habitatges dels déus i de l'origen dels duergs. | 14. Dels habitatges dels déus i de l'origen dels duergs. | 14. Dels habitatges dels déus i de l'origen dels duergs. | 14. Dels habitatges dels déus i de l'origen dels duergs. |
| Þá mælti Gangleri: „Hvat hafðiz Alfǫðr þá at, er gørr var Ásgarðr?:“ | Þá mælti Gangleri: „Hvat hafðiz Alfǫðr þá at, er gørr var Ásgarðr?:“ | Þá mælti Gangleri: „Hvat hafðiz Alfǫðr þá at, er gørr var Ásgarðr?:“ | Þá mælti Gangleri: „Hvat hafðiz Alfǫðr þá at, er gørr var Ásgarðr?:“ |  | Aleshores en Gangleri va dir: “Que feu l'Alfǫðr quan l'Ásgarðr estigué acabat?” | Aleshores en Gangleri va dir: “Que feu l'Alfǫðr quan l'Ásgarðr estigué acabat?” | Aleshores en Gangleri va dir: “Que feu l'Alfǫðr quan l'Ásgarðr estigué acabat?” | Aleshores en Gangleri va dir: “Que feu l'Alfǫðr quan l'Ásgarðr estigué acabat?” |
| | | | |  | | | | |
| Hárr mælti: „Í upphafi setti hann stjórnarmenn <í sæti> ok beiddi þá at dœma með sér ørlǫg manna ok ráða um skipun borgarinnar. Þat var þar, sem heitir Iðavǫllr í miðri borginni. Var þat hit fyrsta þeira verk at gera hof þat, er sæti þeira tólf standa í, ǫnnur en hásætit, þat er Alfǫðr á. Þat hús er bezt gert á jǫrðu ok mest. Allt er þat útan ok innan svá sem gull eitt. Í þeim stað kalla menn Glaðsheim. | Hárr mælti: „Í upphafi setti hann stjórnarmenn <í sæti> ok beiddi þá at dœma með sér ørlǫg manna ok ráða um skipun borgarinnar. Þat var þar, sem heitir Iðavǫllr í miðri borginni. Var þat hit fyrsta þeira verk at gera hof þat, er sæti þeira tólf standa í, ǫnnur en hásætit, þat er Alfǫðr á. Þat hús er bezt gert á jǫrðu ok mest. Allt er þat útan ok innan svá sem gull eitt. Í þeim stað kalla menn Glaðsheim. | Hárr mælti: „Í upphafi setti hann stjórnarmenn <í sæti> ok beiddi þá at dœma með sér ørlǫg manna ok ráða um skipun borgarinnar. Þat var þar, sem heitir Iðavǫllr í miðri borginni. Var þat hit fyrsta þeira verk at gera hof þat, er sæti þeira tólf standa í, ǫnnur en hásætit, þat er Alfǫðr á. Þat hús er bezt gert á jǫrðu ok mest. Allt er þat útan ok innan svá sem gull eitt. Í þeim stað kalla menn Glaðsheim. | Hárr mælti: „Í upphafi setti hann stjórnarmenn <í sæti> ok beiddi þá at dœma með sér ørlǫg manna ok ráða um skipun borgarinnar. Þat var þar, sem heitir Iðavǫllr í miðri borginni. Var þat hit fyrsta þeira verk at gera hof þat, er sæti þeira tólf standa í, ǫnnur en hásætit, þat er Alfǫðr á. Þat hús er bezt gert á jǫrðu ok mest. Allt er þat útan ok innan svá sem gull eitt. Í þeim stað kalla menn Glaðsheim. |  | L'Alt va dir: “En el començament, va instaurar [co]governants i els exigí que fixessin amb ell el destí dels homes i decidissin l'agençament de la ciutadella. Això s'esdevenia a l'indret que s'anomena Iðavǫllr i que està situat al bell mig de la ciutadella. I llur primera obra fou d'aixecar el temple dins el qual es troben llurs sitials i que són en nombre de dotze, a més a més del sitial de l'Alfǫðr. És l'edifici més ben construït de tot el món i també el més gran. Tant dedins com defora tot hi és com d'or. Els homes l'anomenen Glaðsheimr.                                               | L'Alt va dir: “En el començament, va instaurar [co]governants i els exigí que fixessin amb ell el destí dels homes i decidissin l'agençament de la ciutadella. Això s'esdevenia a l'indret que s'anomena Iðavǫllr i que està situat al bell mig de la ciutadella. I llur primera obra fou d'aixecar el temple dins el qual es troben llurs sitials i que són en nombre de dotze, a més a més del sitial de l'Alfǫðr. És l'edifici més ben construït de tot el món i també el més gran. Tant dedins com defora tot hi és com d'or. Els homes l'anomenen Glaðsheimr.                                               | L'Alt va dir: “En el començament, va instaurar [co]governants i els exigí que fixessin amb ell el destí dels homes i decidissin l'agençament de la ciutadella. Això s'esdevenia a l'indret que s'anomena Iðavǫllr i que està situat al bell mig de la ciutadella. I llur primera obra fou d'aixecar el temple dins el qual es troben llurs sitials i que són en nombre de dotze, a més a més del sitial de l'Alfǫðr. És l'edifici més ben construït de tot el món i també el més gran. Tant dedins com defora tot hi és com d'or. Els homes l'anomenen Glaðsheimr.                                               | L'Alt va dir: “En el començament, va instaurar [co]governants i els exigí que fixessin amb ell el destí dels homes i decidissin l'agençament de la ciutadella. Això s'esdevenia a l'indret que s'anomena Iðavǫllr i que està situat al bell mig de la ciutadella. I llur primera obra fou d'aixecar el temple dins el qual es troben llurs sitials i que són en nombre de dotze, a més a més del sitial de l'Alfǫðr. És l'edifici més ben construït de tot el món i també el més gran. Tant dedins com defora tot hi és com d'or. Els homes l'anomenen Glaðsheimr.                                               |
| | | | |  | | | | |
| Annan sal gerðu þeir. Þat var hǫrgr, er gyðjurnar áttu, ok var hann allfagr. Þat hús kalla menn Vingólf | Annan sal gerðu þeir. Þat var hǫrgr, er gyðjurnar áttu, ok var hann allfagr. Þat hús kalla menn Vingólf | Annan sal gerðu þeir. Þat var hǫrgr, er gyðjurnar áttu, ok var hann allfagr. Þat hús kalla menn Vingólf | Annan sal gerðu þeir. Þat var hǫrgr, er gyðjurnar áttu, ok var hann allfagr. Þat hús kalla menn Vingólf |  | [Després] feren un altre edifici: fou el santuari (hǫrgr) que posseïen les deesses i era absolutament bell. Els homes anomenen aquest edifici Vingólf. | [Després] feren un altre edifici: fou el santuari (hǫrgr) que posseïen les deesses i era absolutament bell. Els homes anomenen aquest edifici Vingólf. | [Després] feren un altre edifici: fou el santuari (hǫrgr) que posseïen les deesses i era absolutament bell. Els homes anomenen aquest edifici Vingólf. | [Després] feren un altre edifici: fou el santuari (hǫrgr) que posseïen les deesses i era absolutament bell. Els homes anomenen aquest edifici Vingólf. |
| | | | |  | | | | |
| Þar næst gerðu þeir hús, er þeir lǫgðu afla í, ok þar til gerðu þeir hamar ok tǫng ok steðja ok þaðan af ǫll tól ǫnnur. Ok því næst smíðuðu þeir málm ok stein ok tré ok svá gnógliga þann málm, er gull heitir, at ǫll búsgǫgn <ok ǫll reiðigǫgn> hǫfðu þeir af gulli, ok er sú ǫld kǫlluð gullaldr, áðr en spilltiz af tilkvámu kvinnanna. Þær kómu ór Jǫtunheimum.                                                  | Þar næst gerðu þeir hús, er þeir lǫgðu afla í, ok þar til gerðu þeir hamar ok tǫng ok steðja ok þaðan af ǫll tól ǫnnur. Ok því næst smíðuðu þeir málm ok stein ok tré ok svá gnógliga þann málm, er gull heitir, at ǫll búsgǫgn <ok ǫll reiðigǫgn> hǫfðu þeir af gulli, ok er sú ǫld kǫlluð gullaldr, áðr en spilltiz af tilkvámu kvinnanna. Þær kómu ór Jǫtunheimum.                                                  | Þar næst gerðu þeir hús, er þeir lǫgðu afla í, ok þar til gerðu þeir hamar ok tǫng ok steðja ok þaðan af ǫll tól ǫnnur. Ok því næst smíðuðu þeir málm ok stein ok tré ok svá gnógliga þann málm, er gull heitir, at ǫll búsgǫgn <ok ǫll reiðigǫgn> hǫfðu þeir af gulli, ok er sú ǫld kǫlluð gullaldr, áðr en spilltiz af tilkvámu kvinnanna. Þær kómu ór Jǫtunheimum.                                                  | Þar næst gerðu þeir hús, er þeir lǫgðu afla í, ok þar til gerðu þeir hamar ok tǫng ok steðja ok þaðan af ǫll tól ǫnnur. Ok því næst smíðuðu þeir málm ok stein ok tré ok svá gnógliga þann málm, er gull heitir, at ǫll búsgǫgn <ok ǫll reiðigǫgn> hǫfðu þeir af gulli, ok er sú ǫld kǫlluð gullaldr, áðr en spilltiz af tilkvámu kvinnanna. Þær kómu ór Jǫtunheimum.                                                  |  | Tot seguit, feren un edifici dins el qual hi posaren fornals i per a treballar-hi feren el martell i les estenalles i l'enclusa, i amb ells hi feren totes les altres eines. I tot seguit treballaren el metall i la pedra i la fusta i també tan abundosament el metall que es diu or que tenien tots els estris casolans i tots els arreus de la llar d'or i [per aquesta raó] aquella edat es diu edat d'or, [la qual durà] fins que fou corrompuda per l'arribada de les dones que hi arribaren procedents dels Jǫtunheimar.                                                                                 | Tot seguit, feren un edifici dins el qual hi posaren fornals i per a treballar-hi feren el martell i les estenalles i l'enclusa, i amb ells hi feren totes les altres eines. I tot seguit treballaren el metall i la pedra i la fusta i també tan abundosament el metall que es diu or que tenien tots els estris casolans i tots els arreus de la llar d'or i [per aquesta raó] aquella edat es diu edat d'or, [la qual durà] fins que fou corrompuda per l'arribada de les dones que hi arribaren procedents dels Jǫtunheimar.                                                                                 | Tot seguit, feren un edifici dins el qual hi posaren fornals i per a treballar-hi feren el martell i les estenalles i l'enclusa, i amb ells hi feren totes les altres eines. I tot seguit treballaren el metall i la pedra i la fusta i també tan abundosament el metall que es diu or que tenien tots els estris casolans i tots els arreus de la llar d'or i [per aquesta raó] aquella edat es diu edat d'or, [la qual durà] fins que fou corrompuda per l'arribada de les dones que hi arribaren procedents dels Jǫtunheimar.                                                                                 | Tot seguit, feren un edifici dins el qual hi posaren fornals i per a treballar-hi feren el martell i les estenalles i l'enclusa, i amb ells hi feren totes les altres eines. I tot seguit treballaren el metall i la pedra i la fusta i també tan abundosament el metall que es diu or que tenien tots els estris casolans i tots els arreus de la llar d'or i [per aquesta raó] aquella edat es diu edat d'or, [la qual durà] fins que fou corrompuda per l'arribada de les dones que hi arribaren procedents dels Jǫtunheimar.                                                                                 |
| | | | |  | | | | |
| Þar næst settust goðin upp í sæti sín ok réttu dóma sína ok minntuz, hvaðan dvergar hǫfðu kviknat í moldinni ok niðri í jǫrðunni, svá sem maðkar í holdi. Dvergarnir hǫfðu skipazt fyrst ok tekit kviknun í holdi Ymis ok váru þá maðkar, en af atkvæði goðanna urðu þeir vitandi mannvits ok hǫfðu mannslíki ok búa þó í jǫrðu ok í steinum. Móðsognir var œztr ok annarr Durinn. Svá segir í Vǫluspá:                | Þar næst settust goðin upp í sæti sín ok réttu dóma sína ok minntuz, hvaðan dvergar hǫfðu kviknat í moldinni ok niðri í jǫrðunni, svá sem maðkar í holdi. Dvergarnir hǫfðu skipazt fyrst ok tekit kviknun í holdi Ymis ok váru þá maðkar, en af atkvæði goðanna urðu þeir vitandi mannvits ok hǫfðu mannslíki ok búa þó í jǫrðu ok í steinum. Móðsognir var œztr ok annarr Durinn. Svá segir í Vǫluspá:                | Þar næst settust goðin upp í sæti sín ok réttu dóma sína ok minntuz, hvaðan dvergar hǫfðu kviknat í moldinni ok niðri í jǫrðunni, svá sem maðkar í holdi. Dvergarnir hǫfðu skipazt fyrst ok tekit kviknun í holdi Ymis ok váru þá maðkar, en af atkvæði goðanna urðu þeir vitandi mannvits ok hǫfðu mannslíki ok búa þó í jǫrðu ok í steinum. Móðsognir var œztr ok annarr Durinn. Svá segir í Vǫluspá:                | Þar næst settust goðin upp í sæti sín ok réttu dóma sína ok minntuz, hvaðan dvergar hǫfðu kviknat í moldinni ok niðri í jǫrðunni, svá sem maðkar í holdi. Dvergarnir hǫfðu skipazt fyrst ok tekit kviknun í holdi Ymis ok váru þá maðkar, en af atkvæði goðanna urðu þeir vitandi mannvits ok hǫfðu mannslíki ok búa þó í jǫrðu ok í steinum. Móðsognir var œztr ok annarr Durinn. Svá segir í Vǫluspá:                |  | Tot seguit els déus s'assegueren a llurs sitials i es posaren a dictar llurs sentències i se'n recordaren que els duergs havien vingut a la vida en el si i profunditats de la terra, talment cucs dins la carn: [Efectivament,] els duergs havien pres vida a l'interior de la carn de l'Ymir i llavors [encara] eren cucs. Però per decisió dels déus reberen [llavors] intel·ligència i forma humanes, per bé que de llavors ençà continuaren vivint fins al dia d'avui dins la terra i dins les roques. En Móðsognir fou el més alt en dignitat d'ells i el segon fou en Durinn. Així es conta a la Vǫluspá: | Tot seguit els déus s'assegueren a llurs sitials i es posaren a dictar llurs sentències i se'n recordaren que els duergs havien vingut a la vida en el si i profunditats de la terra, talment cucs dins la carn: [Efectivament,] els duergs havien pres vida a l'interior de la carn de l'Ymir i llavors [encara] eren cucs. Però per decisió dels déus reberen [llavors] intel·ligència i forma humanes, per bé que de llavors ençà continuaren vivint fins al dia d'avui dins la terra i dins les roques. En Móðsognir fou el més alt en dignitat d'ells i el segon fou en Durinn. Així es conta a la Vǫluspá: | Tot seguit els déus s'assegueren a llurs sitials i es posaren a dictar llurs sentències i se'n recordaren que els duergs havien vingut a la vida en el si i profunditats de la terra, talment cucs dins la carn: [Efectivament,] els duergs havien pres vida a l'interior de la carn de l'Ymir i llavors [encara] eren cucs. Però per decisió dels déus reberen [llavors] intel·ligència i forma humanes, per bé que de llavors ençà continuaren vivint fins al dia d'avui dins la terra i dins les roques. En Móðsognir fou el més alt en dignitat d'ells i el segon fou en Durinn. Així es conta a la Vǫluspá: | Tot seguit els déus s'assegueren a llurs sitials i es posaren a dictar llurs sentències i se'n recordaren que els duergs havien vingut a la vida en el si i profunditats de la terra, talment cucs dins la carn: [Efectivament,] els duergs havien pres vida a l'interior de la carn de l'Ymir i llavors [encara] eren cucs. Però per decisió dels déus reberen [llavors] intel·ligència i forma humanes, per bé que de llavors ençà continuaren vivint fins al dia d'avui dins la terra i dins les roques. En Móðsognir fou el més alt en dignitat d'ells i el segon fou en Durinn. Així es conta a la Vǫluspá: |
| | | | |  | | | | |
| 15. | Þá gengu regin ǫll á rǫkstóla, | Þá gengu regin ǫll á rǫkstóla, | Þá gengu regin ǫll á rǫkstóla, |  | 15. | Aleshores tots els déus anaren als sitials del destí, | Aleshores tots els déus anaren als sitials del destí, | Aleshores tots els déus anaren als sitials del destí, |
| | ginnheilug goð, ok of þat gættuz: | ginnheilug goð, ok of þat gættuz: | ginnheilug goð, ok of þat gættuz: |  | | els déus sacrosants, i allà deliberaren: | els déus sacrosants, i allà deliberaren: | els déus sacrosants, i allà deliberaren: |
| | at skyldi dverga drótt of skepja | at skyldi dverga drótt of skepja | at skyldi dverga drótt of skepja |  | | que crearien la raça dels nans | que crearien la raça dels nans | que crearien la raça dels nans |
| | ór brimi blóðgo ok ór blám leggjum. | ór brimi blóðgo ok ór blám leggjum. | ór brimi blóðgo ok ór blám leggjum. |  | | amb bromera sangonenta i ossos ennegrits. | amb bromera sangonenta i ossos ennegrits. | amb bromera sangonenta i ossos ennegrits. |
| | | | |  | | | | |
| 16. | Þar mannlíkun mǫrg of gerðuz, | Þar mannlíkun mǫrg of gerðuz, | Þar mannlíkun mǫrg of gerðuz, |  | 16. | Allà s'hi feren moltes de figures humanes | Allà s'hi feren moltes de figures humanes | Allà s'hi feren moltes de figures humanes |
| | dvergar í jǫrðu sem Durinn sagði. | dvergar í jǫrðu sem Durinn sagði. | dvergar í jǫrðu sem Durinn sagði. |  | | duergs dins la terra com Durinn manava. | duergs dins la terra com Durinn manava. | duergs dins la terra com Durinn manava. |
| | | | |  | | | | |
| Ok þessi segir hon nǫfn þeira dverganna: | Ok þessi segir hon nǫfn þeira dverganna: | Ok þessi segir hon nǫfn þeira dverganna: | Ok þessi segir hon nǫfn þeira dverganna: |  | i ella anomena els noms d'aquests duergs: | i ella anomena els noms d'aquests duergs: | i ella anomena els noms d'aquests duergs: | i ella anomena els noms d'aquests duergs: |
| | | | |  | | | | |
| 17. | Nýi, Niði Norðri, Suðri, | Nýi, Niði Norðri, Suðri, | Nýi, Niði Norðri, Suðri, |  | 17. | Nýi, Niði Norðri, Suðri, | Nýi, Niði Norðri, Suðri, | Nýi, Niði Norðri, Suðri, |
| | Austri, Vestri, Alþjófr, Dvalinn, | Austri, Vestri, Alþjófr, Dvalinn, | Austri, Vestri, Alþjófr, Dvalinn, |  | | Austri, Vestri, Alþjófr, Dvalinn, | Austri, Vestri, Alþjófr, Dvalinn, | Austri, Vestri, Alþjófr, Dvalinn, |
| | Nár, Náinn, Nipingr, Dáinn, | Nár, Náinn, Nipingr, Dáinn, | Nár, Náinn, Nipingr, Dáinn, |  | | Nár, Náinn, Nipingr, Dáinn, | Nár, Náinn, Nipingr, Dáinn, | Nár, Náinn, Nipingr, Dáinn, |
| | Bifurr, Báfurr, Bǫmburr, Nori, | Bifurr, Báfurr, Bǫmburr, Nori, | Bifurr, Báfurr, Bǫmburr, Nori, |  | | Bifurr, Báfurr, Bǫmburr, Nori, | Bifurr, Báfurr, Bǫmburr, Nori, | Bifurr, Báfurr, Bǫmburr, Nori, |
| | Óri, Ónarr, Óinn, Mjǫðvitnir, | Óri, Ónarr, Óinn, Mjǫðvitnir, | Óri, Ónarr, Óinn, Mjǫðvitnir, |  | | Óri, Ónarr, Óinn, Mjǫðvitnir, | Óri, Ónarr, Óinn, Mjǫðvitnir, | Óri, Ónarr, Óinn, Mjǫðvitnir, |
| | | | |  | | | | |
| 18. | Vigr ok Gandálfr, Vindálfr, Þorinn, | Vigr ok Gandálfr, Vindálfr, Þorinn, | Vigr ok Gandálfr, Vindálfr, Þorinn, |  | 18. | Vigr i Gandálfr, Vindálfr, Þorinn, | Vigr i Gandálfr, Vindálfr, Þorinn, | Vigr i Gandálfr, Vindálfr, Þorinn, |
| | Fili, Kili, Fundinn, Vali, | Fili, Kili, Fundinn, Vali, | Fili, Kili, Fundinn, Vali, |  | | Fili, Kili, Fundinn, Vali, | Fili, Kili, Fundinn, Vali, | Fili, Kili, Fundinn, Vali, |
| | Þrór, Þróinn, Þekkr, Litr, Vitr, | Þrór, Þróinn, Þekkr, Litr, Vitr, | Þrór, Þróinn, Þekkr, Litr, Vitr, |  | | Þrór, Þróinn, Þekkr, Litr, Vitr, | Þrór, Þróinn, Þekkr, Litr, Vitr, | Þrór, Þróinn, Þekkr, Litr, Vitr, |
| | Nýr, Nýráðr, Rekkr, Ráðsviðr. | Nýr, Nýráðr, Rekkr, Ráðsviðr. | Nýr, Nýráðr, Rekkr, Ráðsviðr. |  | | Nýr, Nýráðr, Rekkr, Ráðsviðr. | Nýr, Nýráðr, Rekkr, Ráðsviðr. | Nýr, Nýráðr, Rekkr, Ráðsviðr. |
| | | | |  | | | | |
| En þessir eru ok dvergar ok búa í steinum, en hinir fyrri í moldu: | En þessir eru ok dvergar ok búa í steinum, en hinir fyrri í moldu: | En þessir eru ok dvergar ok búa í steinum, en hinir fyrri í moldu: | En þessir eru ok dvergar ok búa í steinum, en hinir fyrri í moldu: |  | I aquests [que es diran a continuació] també són duergs i habiten dins les roques. Els esmentats adés,emperò, viuen dins la terra: | I aquests [que es diran a continuació] també són duergs i habiten dins les roques. Els esmentats adés,emperò, viuen dins la terra: | I aquests [que es diran a continuació] també són duergs i habiten dins les roques. Els esmentats adés,emperò, viuen dins la terra: | I aquests [que es diran a continuació] també són duergs i habiten dins les roques. Els esmentats adés,emperò, viuen dins la terra: |
| | | | |  | | | | |
| 19. | Draupnir, Dólgþvari, Haurr, Hugstari, | Draupnir, Dólgþvari, Haurr, Hugstari, | Draupnir, Dólgþvari, Haurr, Hugstari, |  | 19. | Draupnir, Dólgþvari, Haurr, Hugstari, | Draupnir, Dólgþvari, Haurr, Hugstari, | Draupnir, Dólgþvari, Haurr, Hugstari, |
| | Hleðjólfr, Glóinn, Dóri, Óri, | Hleðjólfr, Glóinn, Dóri, Óri, | Hleðjólfr, Glóinn, Dóri, Óri, |  | | Hleðjólfr, Glóinn, Dóri, Óri, | Hleðjólfr, Glóinn, Dóri, Óri, | Hleðjólfr, Glóinn, Dóri, Óri, |
| | Dúfr, Andvari, Heptifili, | Dúfr, Andvari, Heptifili, | Dúfr, Andvari, Heptifili, |  | | Dúfr, Andvari, Heptifili, | Dúfr, Andvari, Heptifili, | Dúfr, Andvari, Heptifili, |
| | Hárr, Svíarr. | Hárr, Svíarr. | Hárr, Svíarr. |  | | Hárr, Svíarr. | Hárr, Svíarr. | Hárr, Svíarr. |
| | | | |  | | | | |
| En þessir kómu frá Svarinshaugi til Aurvanga á Jǫruvǫllu, ok eru komnir þaðan Lofarr. Þessi eru nǫfn þeira: | En þessir kómu frá Svarinshaugi til Aurvanga á Jǫruvǫllu, ok eru komnir þaðan Lofarr. Þessi eru nǫfn þeira: | En þessir kómu frá Svarinshaugi til Aurvanga á Jǫruvǫllu, ok eru komnir þaðan Lofarr. Þessi eru nǫfn þeira: | En þessir kómu frá Svarinshaugi til Aurvanga á Jǫruvǫllu, ok eru komnir þaðan Lofarr. Þessi eru nǫfn þeira: |  | Aquests, emperò, anaren de Svarinshaugr als Aurvangar, situats a les planes de Jǫruvellir, i d'ells en descendeixen en Lofarr i els seus. Aquests són llurs noms: | Aquests, emperò, anaren de Svarinshaugr als Aurvangar, situats a les planes de Jǫruvellir, i d'ells en descendeixen en Lofarr i els seus. Aquests són llurs noms: | Aquests, emperò, anaren de Svarinshaugr als Aurvangar, situats a les planes de Jǫruvellir, i d'ells en descendeixen en Lofarr i els seus. Aquests són llurs noms: | Aquests, emperò, anaren de Svarinshaugr als Aurvangar, situats a les planes de Jǫruvellir, i d'ells en descendeixen en Lofarr i els seus. Aquests són llurs noms: |
| | | | |  | | | | |
| 20. | Skirfir, Virfir, Skafiðr, Ái, | Skirfir, Virfir, Skafiðr, Ái, | Skirfir, Virfir, Skafiðr, Ái, |  | 20. | Skirfir, Virfir, Skafiðr, Ái, | Skirfir, Virfir, Skafiðr, Ái, | Skirfir, Virfir, Skafiðr, Ái, |
| | Álfr, Ingi, Eikinskjaldi, | Álfr, Ingi, Eikinskjaldi, | Álfr, Ingi, Eikinskjaldi, |  | | Álfr, Ingi, Eikinskjaldi, | Álfr, Ingi, Eikinskjaldi, | Álfr, Ingi, Eikinskjaldi, |
| | Falr, Frosti, Fiðr, Ginnarr. | Falr, Frosti, Fiðr, Ginnarr. | Falr, Frosti, Fiðr, Ginnarr. |  | | Falr, Frosti, Fiðr, Ginnarr. | Falr, Frosti, Fiðr, Ginnarr. | Falr, Frosti, Fiðr, Ginnarr. |
| | | | |  | | | | |